# Tao Sigulda
Tao Sigulda Janaina  (Riga, Letônia - 4 de abril de 1914 - Jundiai/SP, 10 de fevereiro de 2006) foi um pintor, escultor, arquiteto, cineasta radicado no Brasil.
Na década de 1930 viaja para São Petesburgo, Rússia, para iniciar seus estudos de arte no Studio de Romam Sutta. Com formação acadêmica em arquitetura, foi pintor, escritor, escultor e cineasta, onde realizou um documentário sobre a Segunda Guerra Mundial, filmando em várias frentes de batalha até 1943 – e cenógrafo.
Em 1960 Tao e sua esposa Tama viajaram para o Brasil, com intenção de seguirem para o Canadá. No ano seguinte o artista participou de coletiva na Galeria Prestes Maia (São Paulo) e o casal, aos poucos, foi criando raízes no país.
Tao foi tema de trabalhos da Universidade de Campinas – Unicamp e, quando completou 91 anos foram lançados dois livros sobre ele - "Tao Sigulda – a arte é a caligrafia da alma", de Heloisa de Aquino Azevedo e Tao Sigulda, "Arte, educação e projetos", de Margaret Brandini Park e Suely Iorio.
As obras de Tao podem ser vistas em países como Austrália, Áustria, África, Bélgica, Canadá, Estados Unidos, França, Inglaterra, Itália, Suíça, Rússia e sua terra natal, Letônia. No Brasil, as obras do grande mestre estão no Centro Cultural Tao Sigulda. O espaço que leva seu nome, sedia também obras de arte de pintores e escultores do Brasil inteiro.
Tao ficou internado durante 23 dias no Hospital Pitangueiras, em Jundiaí, com problemas na vesícula, e faleceu vítima de insuficiência renal. Foi velado no dia 11 no Cemitério Bosque da Saudade, em Campo Limpo Paulista, cidade onde morava.